# Maarten Schmidt

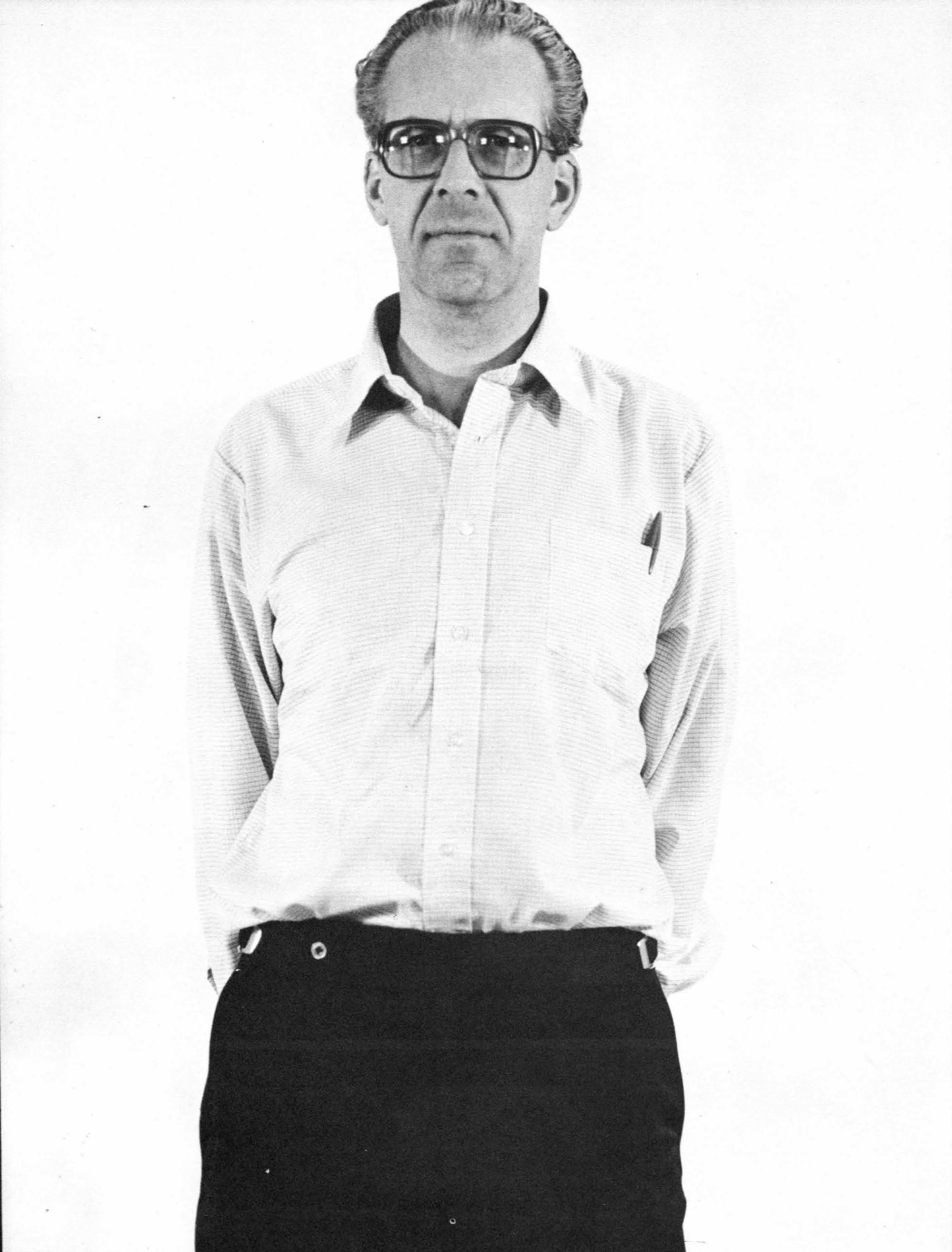
Maarten Schmidt (1978)

Maarten Schmidt (ur. 28 grudnia 1929 w Groningen, zm. 17 września 2022) – astronom holenderski.

## Życiorys
Studiował na Uniwersytecie w Groningen (Rijksuniversiteit Groningen), a następnie na Uniwersytecie w Lejdzie, gdzie w 1956 roku uzyskał stopień doktora (pod kierunkiem Jana Oorta). W 1959 roku wyjechał do Stanów Zjednoczonych i podjął pracę w California Institute of Technology. Tam pełnił wiele funkcji administracyjnych, m.in. kierował wydziałem astronomicznym (1972-75), był też dyrektorem Obserwatorium Palomar (1978-1980).
Po przejściu Rudolpha Minkowskiego na emeryturę, kontynuował prowadzony przez niego projekt, polegający na zbieraniu widm obiektów emitujących promieniowanie radiowe. W 1963 roku, badając widmo obiektu 3C 273, stwierdził, że jego linie spektralne wykazują znacznie silniejsze przesunięcie ku czerwieni niż linie gwiazd, co świadczy o jego znacznym oddaleniu. W ten sposób zidentyfikował pierwszy kwazar.

## Wyróżnienia i nagrody
- 1964: Helen B. Warner Prize for Astronomy
- 1968: Medal Karla Schwarzschilda
- 1978: Henry Norris Russell Lectureship
- 1980: Złoty Medal Królewskiego Towarzystwa Astronomicznego
- 1991: Medal Jamesa Craiga Watsona
- 1992: Bruce Medal
- 1993: Petrie Prize Lecture
- 2008: Kavli Prize

Jego imieniem nazwano planetoidę (10430) Martschmidt.